# Cees Nooteboom
Cornelis Johannes Jacobus Maria (Cees) Nooteboom (Den Haag, 31. srpnja 1933.) nizozemski je pisac. 
Piše romane, poeziju, putopise i kratke priče. Osvojio je De Prijs der Nederlandse Letteren, De P. C. Hooft Prijs, Pegasus Prize, De Ferdinand Bordewijk Prijs za svoje djelo Rituali, Austrijsku državnu nagradu za europsku književnost i De Constantijn Huygens Prijs. Često se spominje kao kandidat za Nobelovu nagradu za književnost.
U hrvatskom prijevodu objavljene su sljedeće knjige:
- Priča koja slijedi, Naklada Pelago, 2004.
- Kako biti Europljanin?, Fraktura, 2005.
- U planinama nizozemske, Naklada Pelago, 2006.
- Rituali, Fraktura, 2006.
- Izgubljeni raj, Fraktura, 2010.

Nositelj je počasnih doktorata dvaju sveučilišta: De Radboud Universiteit iz Nijmegena i Freie Universität Berlin.